# 傀儡人生
《變腦》（英語：Being John Malkovich）是一部1999年美國奇幻黑色喜劇電影。由查理·考夫曼編劇，導演是史碧·莊斯。此片由、和約翰·馬克維奇主演。約翰·馬克維奇在劇中扮演虛構化的自己。
因為在導演和劇本的原創性，作品獲得廣泛好評。提名三项奥斯卡金像奖，包括最佳导演、最佳原创剧本与最佳女配角。

## 故事大綱
克雷格·史瓦茲是紐約的傀儡師，因為生意不佳，他在癡迷於照顧寵物猩猩的妻子洛蒂的建議下去求職，到富馬丁辦公大廈的李斯特檔案公司應徵並就職，這間公司位在七樓半，是七樓和八樓中間一個很矮的夾層。他很快就受到同事美心的吸引，多次搭訕他卻都失敗告終。某日，史瓦茲在整理文件時發現一扇暗門，他進門後爬過長隧道，發現自己的意識進入知名演員約翰·馬克維奇的腦海裡。約15分鐘後，史瓦茲被彈出到紐澤西收費高速公路旁的空地。他將此事告訴洛蒂，洛蒂建議他對外販售進入腦海中的權利以謀取財富。
洛蒂進入暗門，期間的體驗令她逾越癡迷，並啟發她的變性慾望。她和史瓦茲拜訪李斯特博士的家，洛蒂在那裏發現一個放滿有關約翰·馬克維奇紀念品的房間。美心是約翰·馬克維奇的仰慕者，在她與約翰·馬克維奇約會時，約翰·馬克維奇腦中的洛蒂愛上美心，美心表示只有洛蒂在約翰·馬克維奇體內時，才能令她感到興奮，於是洛蒂便時常進入約翰·馬克維奇腦中，並與美心發生性關係。被兩位女子拋棄的史瓦茲氣憤至極，把洛蒂囚在籠子裡，並逼她約美心見面，接著史瓦茲進入約翰·馬克維奇腦中，與美心發生關係，且史瓦茲還發現自己的傀儡技術可控制約翰·馬克維奇。
約翰·馬克維奇因無法控制自己而心煩意亂，向朋友查理求助但話不投機。他發現洛蒂和史瓦茲的生意，質問史瓦茲其中的秘密，並親自進入暗門。約翰·馬克維奇發現自己處在一個怪世界，這裡所有人無分男女老少都是約翰·馬克維奇的臉，所說的話都是「約翰·馬克維奇」，15分鐘後他被彈出，命令史瓦茲不得使用暗門，但史瓦茲拒絕。洛蒂被寵物猩猩救出後致電給美心，警告她說史瓦茲具有控制約翰·馬克維奇的能力，但這反而使美心感興趣。
史瓦茲開始長期侵占約翰·馬克維奇的身體，在接下來八個月期間，他以約翰·馬克維奇的身分成為世界頂尖的傀儡師，並和懷孕的美心結婚，在約翰·馬克維奇44歲那天，李斯特博士和洛蒂綁架美心，逼史瓦茲離開約翰·馬克維奇的身體，否則就要撕票，史瓦茲雖然答應離開，但卻掛掉電話，讓洛蒂憤而試圖開槍殺死美心，兩人追逐並進入暗門，在約翰·馬克維奇的意識中追逐。在兩人被彈出後，美心表示腹中胎兒是洛蒂在約翰·馬克維奇的腦中時懷上的，可視為兩人的孩子，因此洛蒂和美心對彼此的愛更加堅固。
史瓦茲以為美心仍身處危險之中，他離開約翰·馬克維奇的腦中，這讓李斯特博士和他的朋友得以進入其中。史瓦茲發現自己被美心和洛蒂拋棄，憤恨地進入暗門試圖奪回約翰·馬克維奇的思想，但這暗門的效果已經改變，將他轉入新生女嬰的思想中。七年後，年邁的約翰·馬克維奇（他的腦袋已經成為集合心靈）向查理解釋他們透過暗門通道以延長壽命的計畫，而這也導致了史瓦茲被困在洛蒂和美心的女兒中，被迫觀看洛蒂和美心快樂的生活。

## 创作历程
查理·考夫曼关于《變腦》的最初来自于一个很简单的想法“一个关于男人爱上不是自己妻子的女人的故事”。之后考夫曼
逐渐加入了更多他认为有趣的元素，比如Mertin Flemmer大楼的七又二分之一层；在考夫曼最初的想法里，马克维奇是“看不见的”。1994年他创作了这个待售剧本，尽管在制作公司与制片厂被广泛传阅，但全部否决了这个项目。寄望找一个制片人，考夫曼将剧本发给弗朗西斯·福特·科波拉，科波拉将之给了他女兒的男友（後曾為女婿，後離婚）史碧·莊斯。
1996年史碧·莊斯读到了剧本并于1997年同意执导。史碧·莊斯将具备带去派拉蒙影业公司，派拉蒙同意与单细胞影业公司（Single Cell Pictures）联合出品本片。单细胞影业制片人迈克尔·斯塔普与山迪·斯特恩带本项目去了许多制片厂，包括新线影业，在新线首席执行官罗伯特·沙耶说“为什么这鬼东西不能是《成为汤姆·克鲁斯》？”之后放弃了这个项目。
本片预算1000万美元，自1998年7月20日开机至整个八月。主要拍摄地在洛杉矶，包括南加大以及玛丽皇后号的露天酒吧。

## 评价
影片在全世界范围内受到了极佳评价，烂番茄评价高达93%。在《帝国》杂志评选的世界最伟大的500部电影中排第441名。马克维奇的表演被《首映》杂志最伟大的100个电影角色评为第90名。

## 发行

### 院线
《變腦》1999年10月22日在美国小范围的25块银幕上映，首周票房637,731美元，单块银幕票房25,495美元。次周放映规模扩大到150块银幕，该周票房超过190万美元。第三周银幕增加到468块。在26周下片后，美国总票房2286万美元。
2000年3月在英国放映，首周票房为英镑29,6282元，上映十五周之后总票房为超过100万英镑。

### 家用市場
該影片最初於2000年以VHS錄影帶形式公開，既有普通版、也有限量版供消費者收藏。另外也發行DVD版本，在DVD上還提供戲劇預告片、廣告、演員與工作人員的傳記、導遊的相冊及位於7又二分之一樓層的傀儡與傀儡戲。該影片後來又在2008年以HD DVD形式再度發行。The Criterion Collection還於2012年又發行了藍光DVD版本。

## 原声大碟
| 評論得分 | 評論得分 |
| 來源     | 評分     |
| -------- | -------- |
| Allmusic | [ 14 ]   |

### 曲目
| 曲序 | 曲目                                                                         | 时长 |
| ---- | ---------------------------------------------------------------------------- | ---- |
| 1.   | Amphibian（马克·贝尔混音, 比约克创作）                                       | 2:47 |
| 2.   | Malkovich Masterpiece Remix（斯派克·琼斯创作，约翰·马克维奇演唱）            | 2:22 |
| 3.   | Puppet Love                                                                  | 2:02 |
| 4.   | Momentary Introspection                                                      | 1:07 |
| 5.   | You Should Know                                                              | 0:34 |
| 6.   | Craig Plots                                                                  | 3:40 |
| 7.   | Malkovich Shrine                                                             | 0:45 |
| 8.   | Embarcation                                                                  | 1:46 |
| 9.   | Subcon Chase                                                                 | 2:03 |
| 10.  | The Truth                                                                    | 1:21 |
| 11.  | Love On The Phone                                                            | 0:46 |
| 12.  | To Lester's                                                                  | 0:26 |
| 13.  | Maxine Kidnapped                                                             | 1:15 |
| 14.  | To Be John M                                                                 | 1:59 |
| 15.  | Craig's Overture                                                             | 1:00 |
| 16.  | Allegro from Music for Strings, Percussion and Celesta, SZ106（Béla Bartók） | 7:21 |
| 17.  | Carter Explains Scene 71 To The Orchestra                                    | 0:29 |
| 18.  | Lotte Makes Love                                                             | 1:28 |
| 19.  | Monkey Memories                                                              | 1:32 |
| 20.  | Future Vessel                                                                | 3:40 |
| 21.  | Amphibian（Film Mix, written by Bj?rk）                                      | 4:37 |

## 外部連結
- 互联网电影数据库（IMDb）上《傀儡人生》的资料（英文）
- AllMovie上《傀儡人生》的资料（英文）
- 爛番茄上《傀儡人生》的資料（英文）